# Franz Callebaut
Pour les articles homonymes, voir Callebaut (homonymie).
Franz (Frans) Callebaut, né le 12 décembre 1856 à Teralfene et mort à Alost le 23 mars 1930, est un peintre et pharmacien belge.
Son champ pictural couvre essentiellement les paysages.

## Biographie

### Famille
Franz (Petrus Franciscus) Callebaut, né le 12 décembre 1856 à Teralfene, est le troisième des neuf enfants de Leo Callebaut (1807-1899), cultivateur, et de Joanna Maria Sterckx (1829-1875), mariés le 9 septembre 1851 à Tealfene. Franz Callebaut épouse à Alost le 30 juin 1887 Clothildis Govaert (1846-1937). Le couple a une fille, Fernande Callebaut (1888-1973), également artiste peintre.

### Formation
Après ses humanités au Petit Séminaire de Hoogstraten, Franz Callebaut étudie successivement aux universités de Louvain et de Gand, où il obtient son diplôme de pharmacien en 1886. Installé dans sa pharmacie rue du Marché au beurre à Alost, il peint le soir et suit des cours à l'Académie royale des beaux-arts de la ville.

### Carrière
En mai 1903, Franz Callebaut expose pour la première fois à l'Hôtel de ville d'Alost. L'année suivante, il présente au Cercle artistique d'Alost L'Étang et Devant le moulin à eau.
Durant la guerre de 1914-1918, il réussit à sauver d'une probable destruction par les bombardements, dont Saint Roch nommé par le Christ comme patron des pestiférés de Rubens. En raison de son activité professionnelle dans son officine, Franz Callebaut expose peu. Parmi les manifestations artistiques auxquelles il participe, il est présent au Salon du Cercle artistique d'Alost en 1920, avec Léon Spanoghe et sa fille Fernande Callebaut, élève de ce dernier. Il expose au même lieu en 1923, 1924, 1925 et 1927.
Franz Callebaut meurt, à l'âge de 73 ans, le 23 mars 1930 à Alost.

## Œuvre

### Caractéristiques
Son champ pictural couvre les paysages. Après des débuts impressionnistes sous l'influence de l'École de Termonde, Franz Callebaut restitue en traits vifs et lumineux les paysages de l'Escaut et du Brabant flamand. Son art évolue vers le pointillisme, puis vers un expressionnisme tempéré.

### Galerie

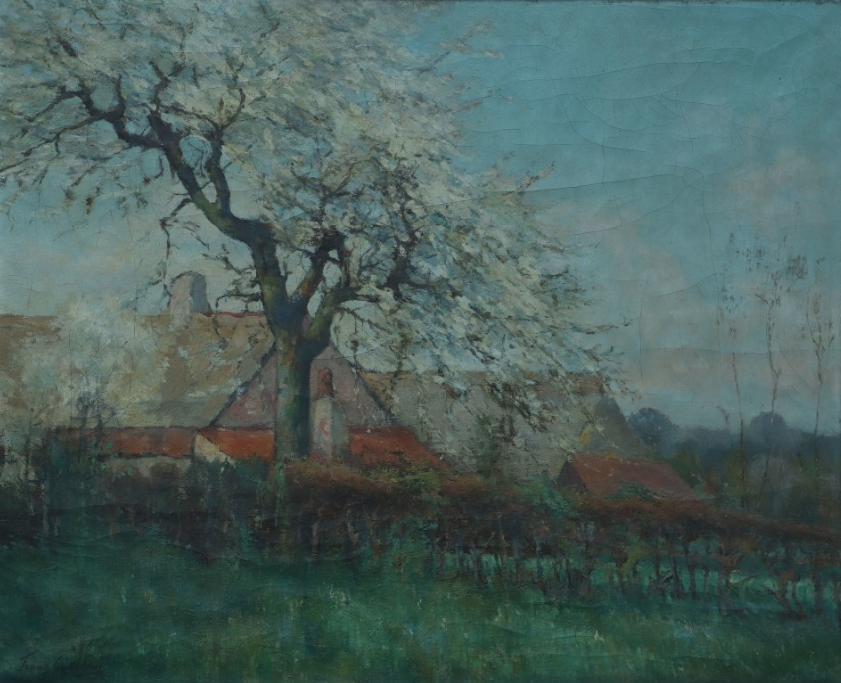
Vieux cerisier en fleurs (1915).
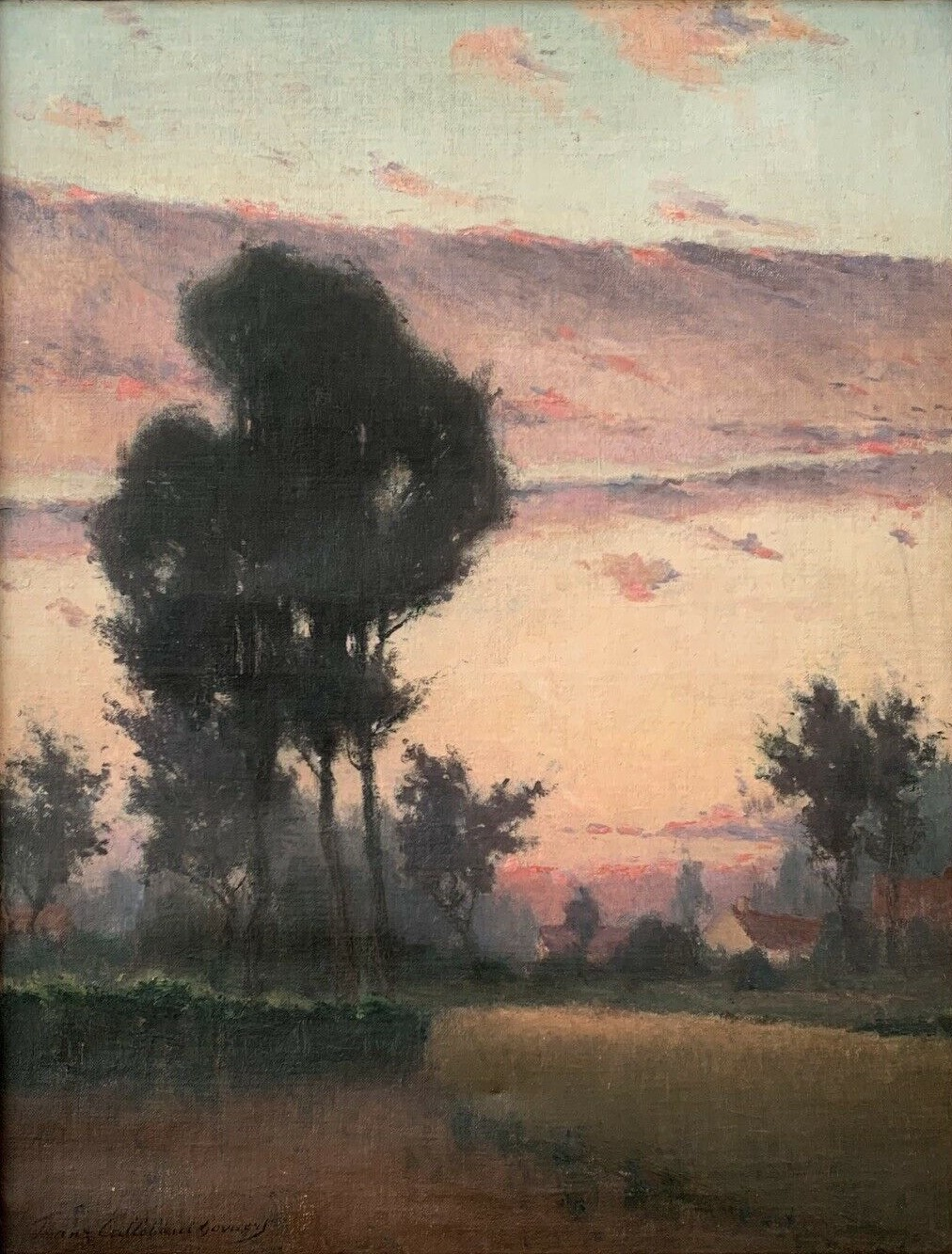
Coucher de soleil (1915).
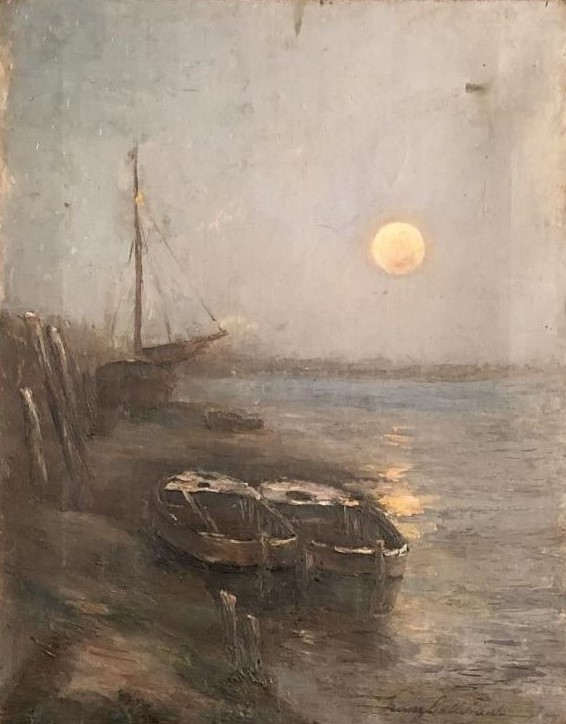
Barques au clair de lune.
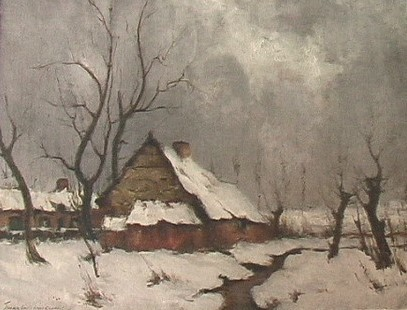
Campagne enneigée.